# 緒方てい
緒方 てい（おがた てい、10月29日 - ）は日本の男性漫画家。大阪府出身。

## 来歴
読み切り「キカイじかけの小町」が第46回スーパージャンプ漫画賞準入選を受賞し、2000年12月発売『オースーパージャンプ』に掲載されデビュー。有志による漫画業界活性化団体・漫画元気発動計画にも参加。同団体による音声＋エフェクトつきとなる進化形電子書籍Domixから2013年『アンドロイドのいる法律事務所』を映像作品として復活させた。

## 作品リスト

### 連載
- キメラ（『スーパージャンプ』、集英社、全16巻）
  - キメラ ファイナルクロニクル（『オースーパージャンプ』、集英社、全2巻） - 上記「キメラ」の完結章
- アマチュアスラッガー（『オースーパージャンプ』、集英社、全1巻） - 単行本には巻数表記があるが、作者自身が完結を宣言している
- 人造人間カティサーク（『月刊コミックラッシュ』、ジャイブ、全4巻）
- 平安ブレイズ（『ヤングキングアワーズ』、少年画報社、全3巻）
- 暁闇のヴォルフ（『コミックバーズ』、幻冬舎コミックス、全4巻）
- ラフダイヤモンド まんが学校にようこそ（『ジャンプLIVE』→『少年ジャンプ+』、集英社、全3巻）

### 読切
- キカイじかけの小町（『オースーパージャンプ』2001年1月25日号、集英社） - 「キメラ」の雛形[1]
- セラミックレッグ（『オースーパージャンプ』、集英社）
- クライマックスご一緒に（『ウルトラジャンプMEGAMIX』Vol.2、集英社） - 『キメラ ファイナルクロニクル』第1巻に収録
- アンドロイドのいる法律相談事務所（『オースーパージャンプ』、集英社）

### 挿絵
- 異世界エルフチェーンソー（著：kt60、講談社〈講談社ラノベ文庫〉）
- その無能、実は世界最強の魔法使い 〜無能と蔑まれ、貴族家から追い出されたが、ギフト《転生者》が覚醒して前世の能力が蘇った〜（著：蒼乃白兎[2]、講談社〈Kラノベブックス〉）
- 大精霊の契約者 〜邪神の供物、最強の冒険者へ至る〜（著：猫子、講談社〈Kラノベブックス〉）

### 映像化作品
- アンドロイドのいる法律相談事務所（漫画元気発動計画・電子書籍Domix 2013年・声の主演 守屋ユウ）
  1. 演出：大石綾子
  2. 演出：大石綾子
  3. 演出：樹崎聖

## 関連人物
河合孝典
元アシスタント。